# Orthotrichum crenulatum
Orthotrichum crenulatum är en bladmossart som beskrevs av Mitten 1859. Orthotrichum crenulatum ingår i släktet hättemossor, och familjen Orthotrichaceae. Inga underarter finns listade i Catalogue of Life.